# 南海和歌山港線
和歌山港線（わかやまこうせん）は、和歌山県和歌山市の和歌山市駅から和歌山港駅までを結ぶ、南海電気鉄道の鉄道路線である。和歌山港駅で南海フェリーの四国航路「南海四国ライン」に連絡しており、大阪方面から徳島への連絡線の役目を果たしている。
かつては沿線利用も考慮され、途中駅として久保町駅、築地橋駅、築港町駅があったが、いずれも一日の平均乗降客数が100人以下だったため2005年（平成17年）11月27日に廃止された。また終着駅だった水軒駅は、それより前の2002年（平成14年）5月26日に廃止された。

## 路線データ
- 管轄・路線距離（営業キロ）：全長2.8km
  - 南海電気鉄道（第一種鉄道事業者）：
    - 和歌山市 - 県社分界点（旧・久保町）間 0.8km

  - 南海電気鉄道（第二種鉄道事業者）・和歌山県（第三種鉄道事業者）：
    - 県社分界点（旧・久保町） - 和歌山港間 2.0km
- 軌間：1067mm
- 駅数：2駅（起終点駅含む）
- 複線区間：なし（全線単線）
- 電化区間：全線電化（直流1500V）
- 閉塞方式：自動閉塞式

県社分界点（久保町駅） - 和歌山港間は、南海電気鉄道の敷設免許を譲り受けて港湾管理者である和歌山県が臨港鉄道として整備したもので、南海電気鉄道が第二種鉄道事業者、和歌山県が第三種鉄道事業者となっているが、臨港地区内に含まれない県社分界点（久保町駅） - 和歌山市駅間は南海が建設した。なお、和歌山県との境界点であった久保町駅は先述の通り2005年11月27日に廃止されたため、境界点の名称は県社分界点となった。
キロポストの距離表示は南海本線からの通算となっている。

## 運行形態
南海本線直通の特急「サザン」並びに急行及び線内運転の普通列車が運転されている。線内運転の普通列車は2005年11月27日のダイヤ改正で途中駅が廃止されたためいったん消滅し、南海本線と直通する特急と急行のみの運転となっていたが、その後2012年4月1日のダイヤ改正ですべて南海四国ラインとの接続に特化したダイヤになるとともに、特急「サザン」と急行の一部が線内運転の普通列車に置き換えられた。同年10月1日には、平日ダイヤの急行上り2本が和歌山港発和歌山市行きの普通列車に変更された（従来の列車は和歌山市発として運行）。
なお、普通列車に使用される電車は加太線と共通運用されている。
2002年5月26日の水軒駅廃止以前から特急と急行は難波方面から和歌山港駅までの運転で、2005年11月27日廃止の途中駅はすべて通過していた。また、水軒駅発着の線内折り返し普通列車は1日2往復（午前・午後にそれぞれ1往復）のみであった。
毎年7月20日には和歌山市内で「港まつり花火大会」が開催されるため、この日のみ大幅に和歌山市駅 - 和歌山港駅間の急行が増発される。また、この日の臨時列車が運転される時間帯の特急「サザン」はすべて和歌山市駅 - 難波駅間での運転となり、和歌山港線へは乗り入れない。
沿線には企業の工場や官公庁の施設が多い。かつては朝夕を中心に、日中も1時間に1本程度が設定されていたが、現在は南海四国ラインとの接続に特化したダイヤとなっているため、通勤客よりもフェリー乗船客の利用が中心となっている。

## 廃止された無人駅での運賃・乗車券の取り扱い

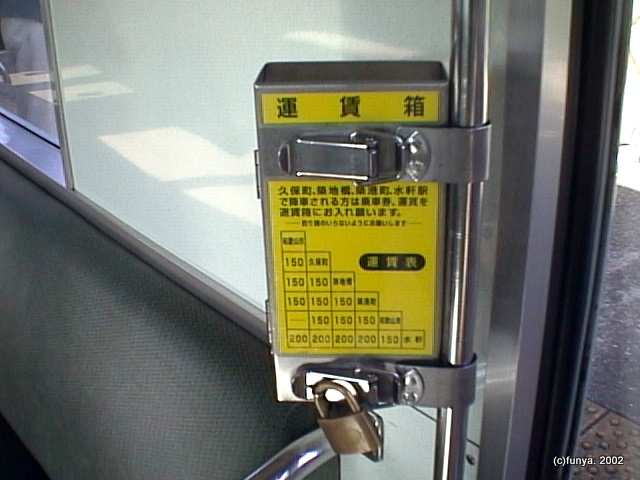
実際に取り付けられていた運賃箱

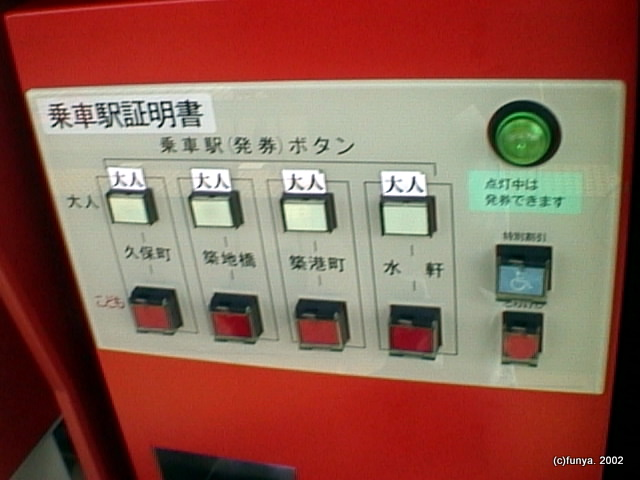
和歌山市駅の乗車駅証明書発行機

和歌山市・和歌山港以外の駅はすべて無人化されていたため、無人駅（久保町・築地橋・築港町・水軒）が存在していた頃における運賃・乗車券の取り扱いは次の通りとなっていた（ここはあくまで「スルッとKANSAI」導入以降、すなわちワンマン化後について述べることにする）。なお、途中の無人駅で下車せずに和歌山市駅 - 和歌山港駅間を乗車する場合は、磁気カードがそのまま使用できた。ちなみに、2012年4月以降は和歌山港駅も無人駅化されたが、自動改札は引き続き設置されている。
無人駅相互間だけで完結する場合
無人駅に自動改札機が設置されていなかったため、無人駅相互間だけの利用に限り磁気カード類は使用できず、そのまま乗車し、降車時に車内備え付けの料金箱に現金を直接入れる方法を取っていた（ワンマン化以降）。和歌山市駅・和歌山港駅から無人駅へ、または和歌山市以北の南海線各駅から和歌山市駅を跨いで無人駅へ向かう場合も、車内備え付けの運賃箱に乗車券を入れる方法を取っていた。

無人駅から和歌山市駅または和歌山港駅で下車する場合
和歌山市駅で降車する場合、同駅到着後オレンジ色の乗車駅証明書発行機から各駅ごとに示された乗車駅証明書を取り出し、中間改札を通り抜ける。その後、コンコース内ののりこし精算機で運賃を支払い、発券された出場証を自動改札機に投入し、出場。
和歌山港駅で降車する場合、同駅に乗車駅証明書発行機がないため、車内備え付けの運賃箱に現金を直接入れるか、または同駅の改札窓口で運賃を支払って出場（「スルッとKANSAI」共通カードでも有効）。

無人駅から和歌山市駅を跨いで同駅以北の南海線およびJR西日本線各駅に乗り継ぐ場合
無人駅からそのまま乗車し、和歌山市駅到着後オレンジ色の乗車駅証明書発行機から各駅ごとに示された乗車駅証明書を取り出して中間改札を通過する。南海本線または加太線に乗り換える場合はそのまま乗り換えの列車に乗車し、最終的に降車駅に設置されているのりこし精算機で運賃を支払う（「スルッとKANSAI」共通カードでも有効）。その際、発券された出場証を自動改札機に投入し、出場。JR線に乗り換える場合も同様にのりこし精算機で運賃を支払い、発券された出場証を2番ホームにある中間改札に投入。

## 歴史

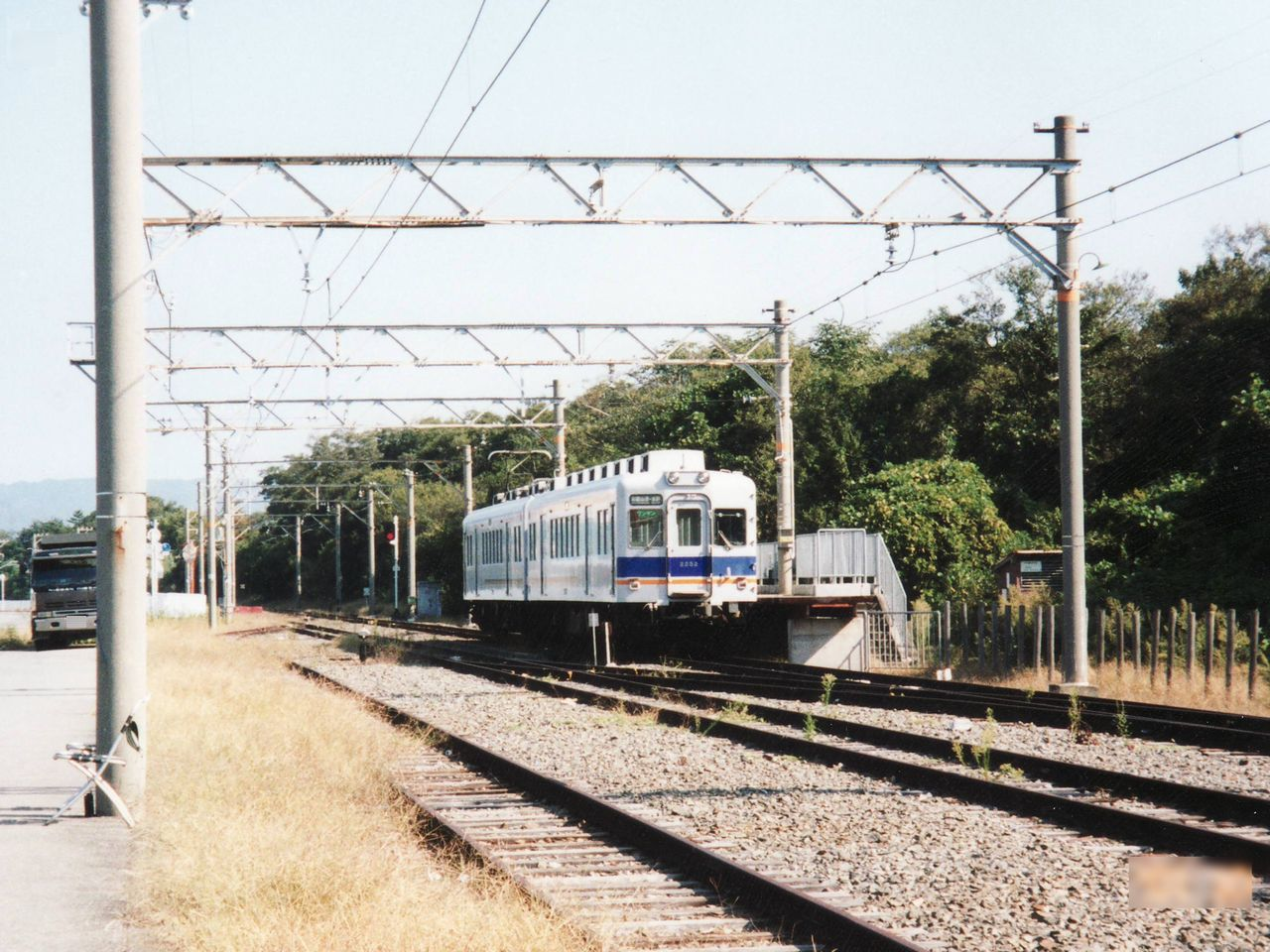
水軒駅に停車中の2200系電車

南海四国航路が開設された1956年（昭和31年）に和歌山市駅 - 和歌山港駅（初代、後の築港町駅）間が開業し、1971年（昭和46年）には和歌山港の移転と和歌山県が計画した木材輸送のため築港町駅 - 水軒駅間が延長された。しかし、延伸開業時にはすでに木材輸送がトラック輸送に切り替わっており、一度も木材輸送のための貨物列車が運行されることがなかった。
延長区間のうち、和歌山港駅 - 水軒駅間には、前述の通り和歌山市駅からの旅客列車が一日わずか2往復だけ運転されていたが、「同区間にある踏切が交差道路拡張の障害になっている」との理由で、2002年（平成14年）に廃止された。水軒駅廃止直前の同年4月28日には臨時で特急「サザン」が難波駅から水軒駅まで運転された。また、同駅最終営業日の5月25日には、和歌山市駅から水軒駅まで2往復の定期列車に加えて5往復の臨時列車も運転された（「水軒駅」も参照）。
なお、開業当初から難波発着の南海四国航路連絡列車が運転されている。当初は1551系を使用した急行「あわ」が運行された。のちに特急「四国」が運行開始され、1985年（昭和60年）からは「サザン」となっている。
2005年11月には途中の3駅（前述）が廃止され、和歌山バスの160系統などが事実上途中3駅周辺の代行輸送を担っている。

### 年表
- 1956年（昭和31年）5月6日：和歌山市駅 - 和歌山港駅（初代、後の築港町駅）間が開業。
- 1971年（昭和46年）3月6日：築港町駅 - 水軒駅間が開業。和歌山港駅（初代）を移設の上、築港町駅に改称。
- 1980年（昭和55年）9月1日：PTCを導入[7]。
- 2001年（平成13年）3月24日：普通列車のワンマン運転開始。
- 2002年（平成14年）5月26日：和歌山港駅 - 水軒駅間 (2.6km) が廃止[8]。
- 2005年（平成17年）11月27日：久保町駅、築地橋駅、築港町駅廃止。線内運転の普通列車を廃止。
- 2012年（平成24年）4月1日：南海フェリーとの接続に特化したダイヤとなり、運行本数を削減。特急「サザン」と急行の一部の置き換えで線内運転の普通列車が復活。土曜・休日の急行が廃止に。和歌山港駅無人化ならびに特急サザン座席指定券の取り扱いが終了。
- 2023年度：鉄道信号メーカー京三製作所と共同で自動運転の実証試験を実施予定[9]。

## 駅一覧
全駅和歌山県和歌山市内に所在。

### 営業中の区間
- 特急「サザン」・急行（平日のみ）は南海本線難波駅まで直通運転。
- 全区間単線。両駅ともに列車交換可能。

| 駅番号 | 駅名       | 営業キロ | 接続路線                                                      |
| ------ | ---------- | -------- | ------------------------------------------------------------- |
| NK45   | 和歌山市駅 | 0.0      | 南海電気鉄道： 南海本線（一部直通） 西日本旅客鉄道：■紀勢本線 |
|        | 県社分界点 | (0.8)    |                                                               |
| NK45-1 | 和歌山港駅 | 2.8      | 航路（南海フェリー：南海四国ライン）                          |

### 廃止区間
和歌山港駅 - 水軒駅

### 廃駅
- 久保町駅（和歌山市 - 和歌山港間、2005年11月27日廃止） ※現在は県社分界点となっている。
- 築地橋駅（同上）
- 築港町駅（同上）

### 過去の接続路線
- 和歌山市駅：南海和歌山軌道線 - 1971年3月31日まで